# Ephemerella
Ephemerella es un género de musgos de la familia Funariaceae.  Comprende 8 especies descritas y de estas, solo 2 aceptadas.

## Taxonomía
El género fue descrito por Johann Karl August Müller y publicado en Synopsis Muscorum Frondosorum omnium hucusque Cognitorum 1: 34. 1848. La especie tipo es: Ephemerella pachycarpa (Schwägr.) Müll. Hal.  

## Especies aceptadas
A continuación se brinda un listado de las especies del género Ephemerella aceptadas hasta junio de 2015, ordenadas alfabéticamente. Para cada una se indica el nombre binomial seguido del autor, abreviado según las convenciones y usos.
- Ephemerella flowtowiana (Funck) Schimp.
- Ephemerella recurvifolia  (Dicks.) Schimp.